# Ectropis spoliataria
Ectropis spoliataria är en fjärilsart som beskrevs av Walker 1860. Ectropis spoliataria ingår i släktet Ectropis och familjen mätare. Inga underarter finns listade i Catalogue of Life.